# Прати (Болоња)
Прати (итал. Prati) је насеље у Италији у округу Болоња, региону Емилија-Ромања.
Према процени из 2011. у насељу је живело 471 становника. Насеље се налази на надморској висини од 360 м.